# Jacqueline Fernandez
Jacqueline Fernandez (ur. 2 czerwca 1985 w Kolombo, Sri Lanka) – aktorka, Beauty Queen z 2006, oraz Miss Sri Lanka z 2006.
Występuje w produkcjach bollywoodzkich.

## Filmografia
| Rok  | Film                         | Rola                | Język           | Dodatkowe informacje                         |
| ---- | ---------------------------- | ------------------- | --------------- | -------------------------------------------- |
| 2009 | Aladin                       | Jasmine             | Język hindi     |                                              |
| 2010 | Jaane Kahan Se Aayi Hai      | Tara                | Język hindi     |                                              |
| 2010 | Housefull                    | Dhanno              | Język hindi     | Występ specjalny w piosence „Aapka Kya Hoga” |
| 2011 | Murder 2                     | Priya               | Język hindi     |                                              |
| 2012 | Housefull 2: The Dirty Dozen | Bobby               | Język hindi     |                                              |
| 2013 | Race 2                       | Omisha              | Język hindi     |                                              |
| 2013 | Ramaiya Vastavaiya           | Ona sama            |                 |                                              |
| 2014 | Kick                         | Shaina Mehra        | Język hindi     |                                              |
| 2015 | Definition Of Fear           | Sarah Fording       | Język angielski |                                              |
| 2015 | Brothers                     | Jenny Fernandes     | Język hindi     |                                              |
| 2015 | Roy                          | Ayesha / Tia        |                 |                                              |
| 2015 | Bangistan                    | Rosanna (Rosie)     |                 | Występ gościnny                              |
| 2016 | Housefull 3                  | Ganga "Gracy" Patel |                 |                                              |
| 2016 | Dishoom                      | Ishika              |                 |                                              |
| 2016 | A Flying Jatt                | Kriti               |                 |                                              |
| 2017 | According to Mathew          | Daphne Reynolds     |                 |                                              |
| 2017 | A Gentleman                  | Kavya               |                 |                                              |
| 2017 | Judwaa 2                     | Alishka             |                 |                                              |